# IC 3505
IC 3505 је спирална галаксија у сазвјежђу Береникина коса која се налази на листи објеката дубоког неба у Индекс каталогу.
Деклинација објекта је + 15° 58' 7" а ректасцензија 12h 34m 10,3s. Привидна величина (магнитуда) објекта IC 3505 износи 14,5 а фотографска магнитуда 15,2. IC 3505 је још познат и под ознакама MCG 3-32-70, CGCG 99-91, VCC 1542, IRAS 12316+1614, PGC 41792.